# Danny Bhoy
Danny Bhoy, egentligen Danni Chaudhry, född 17 januari 1974, är en skotsk ståuppkomiker som framförallt uppträtt i Nya Zeeland, Storbritannien, Australien, Kanada och USA. Hans far är från Indien och modern från Skottland.

## Biografi
Danny Bhoy föddes i Moffat i södra Skottland i en syskonskara bestående av fyra barn. Han var stökig i skolan och blev relegerad flera gånger. Till slut hamnade han på det privata pojkskoleinternatet Merchiston Castle School i Edinburgh.
Han började med ståuppkomik 1998 då han bad att få gå upp på scenen under en ståuppshow på en pub efter att inspirerats av komedifestivalen Edinburgh Festival Fringe. Ett år senare vann han The Daily Telegraph Open Mic Award som är en av Storbritanniens största tävlingar för nybörjarkomiker. År 2001 uppträdde han med en egen show Edinburgh Fringe festivalen som såldes ut och kompletterades med extraföreställningar.
Sedan dess har han uppträtt på festivaler och gjort TV-framträdanden förutom i Storbritannien, även i Australien, Melbourne Comedy Festival, Rove Live, i Kanada på Just for Laughs festivalen, i USA hos David Letterman och med shower på Comedy Central och Comedy Network och i Storbritannien på Live at the Apollo.

## DVD
- Live at the Festival Theatre (2012)
- Live at the Athenaeum (2007)
- Live At The Sydney Opera House